# Lithobius ellipticus
Lithobius ellipticus är en mångfotingart som beskrevs av Yoshioki Takakuwa 1939. Lithobius ellipticus ingår i släktet Lithobius och familjen stenkrypare. Inga underarter finns listade i Catalogue of Life.